# Röykkä

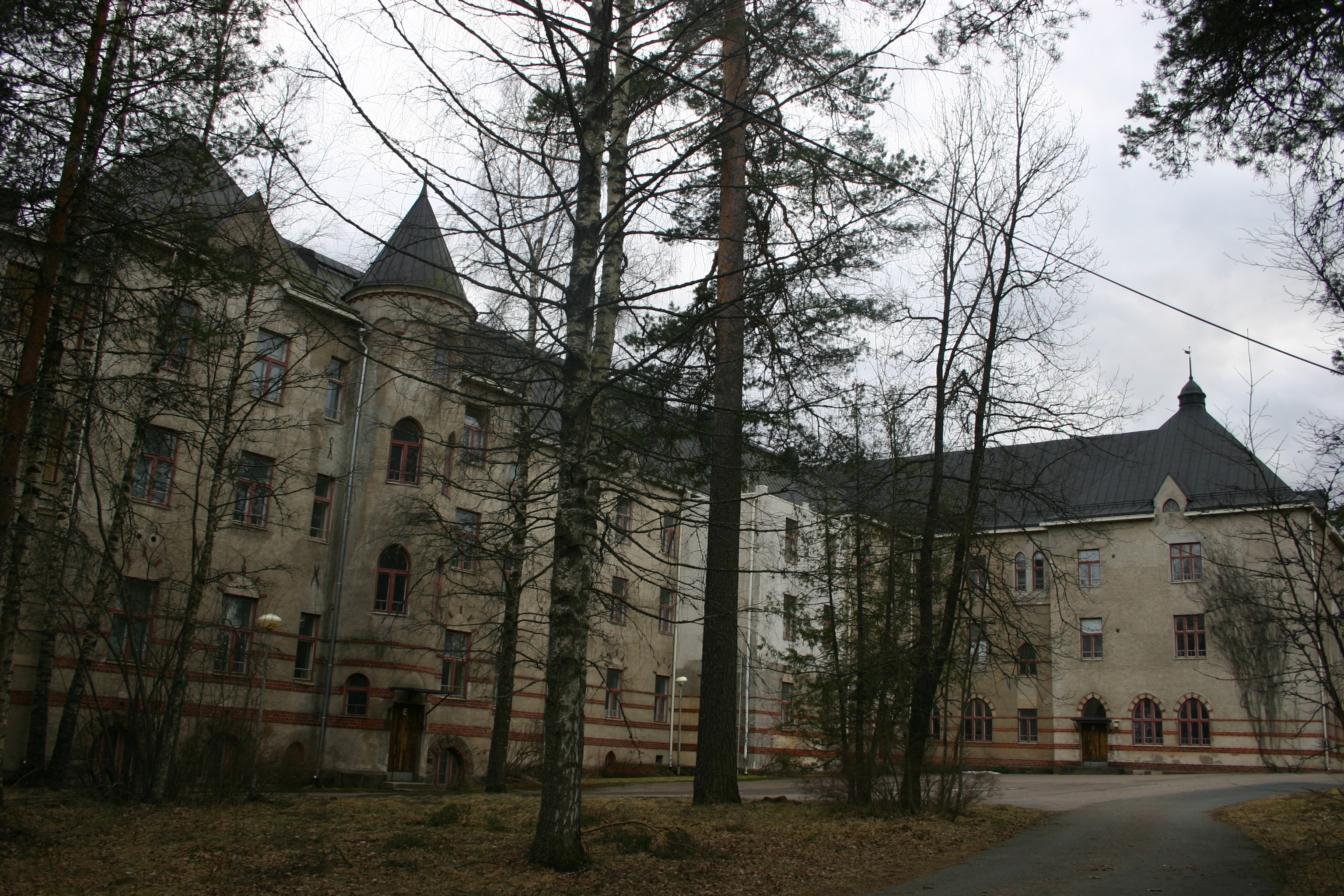
Budynki nieczynnego szpitala.

Röykkä – miasto w Finlandii, w gminie Nurmijärvi, w pobliżu granicy gminy Vihti. Liczba ludności wynosi około 2000 ludzi. Trasa pociągu między Hyvinkää i Karjaa przechodzi przez Röykkä, ale we wsi nie ma stacji kolejowej.
Wieś znana jest przede wszystkim z dawnego sanatorium gruźliczego w stylu jugend, znanego jako Nummela Sanatorium, zaprojektowanego przez architekta Magnusa Schjerfbecka w 1903 r., znajdującego się w północnej części Röykkä. Sanatorium zostało zamknięte w 1932 r. i zastąpione przez szpital psychiatryczny. W 1989 r. Szpital został również zamknięty i od tego czasu obiekt jest całkowicie wyłączony.
Lokalne pogłoski mówią, że w opuszczonym szpitalu obserwowano zjawiska paranormalne. Według nich, w oknach budynku widać tajemnicze światła, a na skraju dachu pojawia się kobieta, która samobójczo zeskakuje. Według innej plotki szpital jest nawiedzany przez ducha dziewczyny, która zmarła tam w młodym wieku.